# Ligne T13 du métro de Stockholm
La ligne T13 est une ligne du métro de Stockholm, en Suède.
Elle comporte 25 stations. Il s'agit de l'une des branches de la ligne rouge, avec la ligne T14.

## Tracé et stations

### Liste des stations
| Station        | Correspondance               | Inauguration |
| -------------- | ---------------------------- | ------------ |
| Ropsten        |                              | 1968         |
| Gärdet         |                              | 1967         |
| Karlaplan      |                              | 1967         |
| Östermalmstorg | T14                          | 1965         |
| T-Centralen    | T10, T11, T14, T17, T18, T19 | 1957         |
| Gamla stan     | T14, T17, T18, T19           | 1957         |
| Slussen        | T14, T17, T18, T19           | 1950         |
| Mariatorget    | T14                          | 1964         |
| Zinkensdamm    | T14                          | 1964         |
| Hornstull      | T14                          | 1964         |
| Liljeholmen    | T14                          | 1964         |
| Aspudden       |                              | 1964         |
| Örnsberg       |                              | 1964         |
| Axelsberg      |                              | 1965         |
| Mälarhöjden    |                              | 1967         |
| Bredäng        |                              | 1965         |
| Sätra          |                              | 1965         |
| Skärholmen     |                              | 1967         |
| Vårberg        |                              | 1967         |
| Vårby gård     |                              | 1972         |
| Masmo          |                              | 1972         |
| Fittja         |                              | 1972         |
| Alby           |                              | 1975         |
| Hallunda       |                              | 1975         |
| Norsborg       |                              | 1975         |

## Exploitation
La ligne est exploitée par Storstockholms Lokaltrafik, l'autorité organisatrice des transports publics de Stockholm.